# Kerstin Sonnbäck
Kerstin Margareta Sonnbäck-Hagfeldt, född 22 april 1953 i Avesta, är en svensk musiker och sångpedagog. 
Sonnbäck, som är dotter till kontorist Gunnar Sonnbäck och småskollärare Margit Eriksson, studerade bland annat musikvetenskap vid Stockholms och Uppsala universitet, avlade sångpedagogexamen vid Stockholms Musikpedagogiska Institut 1980 och bedrev sångstudier för bland andra Solwig Grippe, Dorothy Irving och Madeleine Uggla. Hon var en av grundarna av Svenska Artist- och Musikerskolan, senare Kulturama, och anställd där 1974–1985. Hon var verksam vid Dalarö folkhögskola 1978–1981, har varit lärare vid Kungliga Musikhögskolan och vid Sjöviks folkhögskola i Krylbo. Vid sistnämnda folkhögskola blev hon sedermera ansvarig för musiklinjen, men slutade där 2014. Hon hållit konserter, gjort grammofoninspelningar, medverkat i radio och TV, varit körsångerska, deltagit krogshower och turnerat i folkparkerna med Jerry Williams. Hon har utgivit Gick jag ut i solegång och andra visor från Folkarebygden (1984).